# Aleksander Sterger
Aleksander Sterger, slovenski stomatolog, primarij in profesor, * 8. oktober 1926, Logatec, Kraljevina SHS (danes Slovenija), † 2023.

## Življenje
Že leta 1943 se je vključil v OF, nazadnje je deloval kot sanitetni referent v Cankarjevi brigadi. Po demobilizaciji je začel študirati na Oddelku za stomatologijo zagrebške Medicinske fakultete, kjer je leta 1955 tudi diplomiral. Na isti fakulteti je v letu 1971 končal podiplomski študij III. stopnje iz javnega zdravstva. Specialistični izpit iz zobne protetike je končal leta 1975. V letu 1987 mu je bil podeljen naziv primarij. Strokovno se je izpolnjeval na mnogih tujih šolah med drugim na Univerzi na Dunaju in Univerzi v Giessenu.
Po končanem študiju se je najprej zaposlil na Zobni polikliniki Maribor, kasneje je bil direktor in profesor na Višji stomatološki šoli v Mariboru za predmeta morfologija zob in snemna
protetika. Po letu 1970 do upokojitve leta 2002 je deloval v Zdravstvenem domu Maribor, med drugim tudi kot primarij in vodja specialistične zobozdravstvene službe za odrasle.

## Odlikovanja in nagrade
Prejel je več odlikovanj in nagrad. Med drugim srebrno plaketo Univerze v Mariboru, zlato plaketo ZD Maribor, red zaslug za narod s srebrno zvezdo in v letu 1991 Srebrni grb mesta Maribor ter leta 2000 častni znak svobode Republike Slovenije z naslednjo utemeljitvijo: »za dolgoletno nesebično in požrtvovalno zdravniško delo«.